# Eoporis bifasciana
Eoporis bifasciana är en skalbaggsart som beskrevs av Schwarzer 1925. Eoporis bifasciana ingår i släktet Eoporis och familjen långhorningar.
Artens utbredningsområde är Taiwan. Inga underarter finns listade i Catalogue of Life.